# Protaetia impavida
Protaetia impavida är en skalbaggsart som beskrevs av Oliver Erichson Janson 1879. Protaetia impavida ingår i släktet Protaetia och familjen Cetoniidae. Inga underarter finns listade i Catalogue of Life.